# جان هنري همبرت
جان هنري همبرت (1887-1967) (بالإنجليزية: Jean-Henri Humbert)‏ هو عالم نبات فرنسي.